# Gebrochener Preis

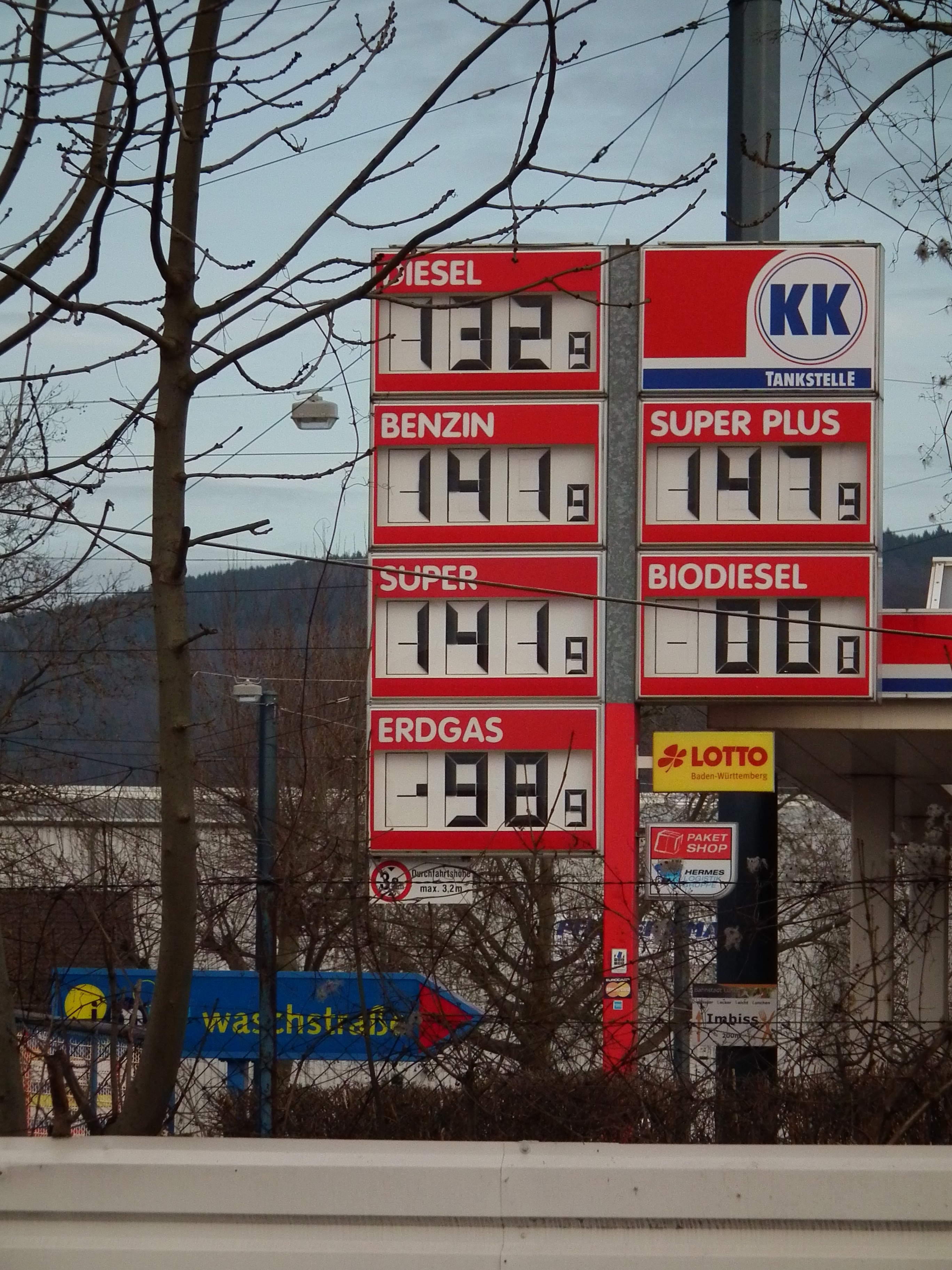
Beispiel: ältere Preisschilder für Treibstoffe an einer Tankstelle

Als gebrochener Preis (auch Schwellenpreis) wird im Einzelhandel ein Preis bezeichnet, der knapp unterhalb eines runden Preises liegt wie beispielsweise 9,90 Euro (statt 10,00 Euro) oder 1,95 Fr. (statt 2 Fr.).

## Allgemeines
Diese gebrochenen Preise spielen in der Preispolitik und im Preiswettbewerb des Handels eine große Rolle, weil Verbraucher einen Produktpreis von 19,90 Euro als wesentlich günstiger beurteilen als ein Produkt, das 20,10 Euro kostet. Der objektiv kleinen Differenz (0,20 Euro) steht eine deutlichere Differenz in der Beurteilung dieser Preise gegenüber. Ursache ist eine Wahrnehmungsverzerrung, durch die Preise, die knapp unter einem runden Preis liegen, vom Verbraucher eher als die runden Preise akzeptiert werden. Preise, die knapp über einem runden Preis liegen, werden als zu teuer wahrgenommen.

## Verbreitung
Gebrochene Preise sind im Einzelhandel weit verbreitet. Sehr viele Preise liegen 1 Cent, 2 Cent oder 5 Cent unter einer Schwelle (z. B. 0,99; 9,98; 4,95). Ein Kaufpreis von z. B. 1000 Euro wird oft auf 999,–; 998,– oder 990,– „abgerundet“. Das liegt auch daran, dass hierbei eine „Schwelle“ zu einer zwei-, drei- oder vierstelligen Zahl überschritten wird.
Schwellenpreise gibt es auch bei Online-Auktionen, bei Kraftstoffpreisen (z. B. 120,9 Cent je Liter, obwohl es unterhalb der Geldeinheit „1 Cent“ keine Münzen gibt) oder beim sogenannten reverse-Pricing.

## Herkunft
Als Begründung wird die – allerdings umstrittene – psychologische Wirkung genannt. Ein gebrochener Preis soll disproportional kleiner wirken, selbst wenn die Differenz nur einen Cent ausmacht, wie etwa bei 19,99 € statt 20 €.
Eine andere Begründung besagt, dass gebrochene Preise Anfang des 20. Jahrhunderts in den USA aufgekommen sind, um den Diebstahl durch Angestellte zu verhindern. Gebrochene Preise zwangen den Verkäufer, mit dem Geld des Kunden zur Kasse zu gehen, um das Rückgeld zu holen, anstatt es einzustecken.
Eine weitere Anekdote findet sich in Scot Morris’ Book of Strange Facts & Useless Information von 1979: Im Jahre 1876 habe Melville E. Stone in Chicago Ladeninhaber überzeugt, dass ihre Umsätze bei Impulskäufen stiegen, wenn die Preise unter einem Schwellenpreis lägen. Seine Motivation dabei war, die Zirkulation der relativ seltenen Pennys zu erhöhen, damit er seine Zeitung (zum Preis von einem US-Cent, auch Penny genannt) besser absetzen konnte. In derselben Quelle findet sich auch die Ansicht, der Preiswettbewerb, insbesondere in Anzeigen von Zeitungen und Zeitschriften ab den 1880ern, sei die Ursache. Hier hatten Kunden zum ersten Mal die Möglichkeit, Preise direkt zu vergleichen, und Verkäufer versuchten sich gegenseitig zu unterbieten.